# Jan Chýna
Jan Chýna (25. května 1885 Borkovice – 7. ledna 1969 Kamenice nad Lipou) byl český pedagog, místní politik a v letech 1919 až 1920 starosta Jindřichova Hradce.

## Životopis
Jan Chýna se narodil 25. května 1885 v Borkovicích u Tábora do rodiny domkaře a rolníka.
Po absolvování učitelského ústavu v Soběslavi začíná vyučovat na obecné škole v Ratiboři. V roce 1909 se stal jednatelem Národní jednoty pošumavské. Od ledna 1912 byl prozatímním učitelem na škole v Jindřichově Hradci. V lednu 1914 byl odveden na povinnou vojenskou službu, ale v dubnu se vrátil do školy, kde zůstal až do konce první světové války. Po válce byl jmenován trvalým učitelem.
Téhož roku se stal předsedou místní organizace České srdce a zapojil se do městské národní rady. Po vyhlášení samostatnosti Československa byl zvolen do rozšířeného městského zastupitelstva. Při volbách v červnu 1919 vedl místní kandidátku české strany pokrokové. Následně byl zvolen starostou města Jindřichův Hradec. V dubnu následujícího roku neúspěšně kandidoval do poslanecké sněmovny.
V červnu 1920 byl jmenován školním inspektorem v Kamenici nad Lipou a na funkci starosty rezignoval. Od roku 1928 učil v Praze a později zde pracoval jako inspektor. V roce 1940 odešel do důchodu a dožíval v Kamenici nad Lipou, kde 7. ledna 1969 ve věku 83 let zemřel.